# 오스트아프리카사우루스
오스트아프리카사우루스(Ostafrikasaurus)는 탄자니아 남동부 텐다구루의 쥐라기로부터 알려진 스피노사우루스과의 공룡이다. 그것은 단일 종인 오스트아프리카사우루스 크라세리세라라투스(Ostafrikasaurus crassiserratus)를 포함하고 있다.
오스트아프리카사우루스는 잠정적으로 몸길이가 8.4 미터, 몸무게가 1.15 톤으로 추정된다. 완모식 이빨은 길이가 46mm이고 앞 가장자리가 구부러져 있으며 단면이 타원형이다. 이빨은 스피노사우루스의 기준에서 볼 때, 다른 어떤 분류군보다도 매우 큰 톱니 모양을 보여준다. 앞면 및 뒷면 절삭 가장자리는 톱니 모양으로, mm당 2~4인치(0.04인치)의 틀니가 있다. 치아는 또한 양쪽에 세로 방향으로 돌출되어 있고, 가장 바깥쪽의 에나멜 층은 돌출부 사이와 없는 부분에 주름진 질감을 가지고 있다.
가장 오래된 스피노사우루스과 화석 중 오스트아프리카사우루스는 스피노사우루스과의 진화적 기원과 해부학적 적응을 이해하는 데 중요한 화석일 것이다. 이후의 친척들과 비교했을 때, 오스트아프리카사우루스는 스피노사우루스의 이빨이 진화를 거치면서 더 원뿔형이 되고 톱니가 없어졌음을 나타낸다. 이것은 아마도 화석 증거와 많은 종들이 보여주는 반수생 적응에 기초하여 이 과에 제안되어 온 것처럼 물고기를 먹는 식생활에 더 특화된 결과일 것이다. 그들은 익룡과 다른 공룡들을 먹었던 것으로도 알려져 있다. 오스트아프리카사우루스는 익룡, 악어, 어류, 포유류, 무척추동물뿐만 아니라 많은 다른 공룡들과 함께 아열대 또는 열대 환경에서 살았다. 나이와 위치 때문에 오스트아프리카사우루스는 스피노사우루스과 공룡들이 판게아가 분열되기 전에 전 세계에 분포했을 수 있다는 것을 시사한다.